# Meung-sur-Loire

Meung-sur-Loire este o comună în departamentul Loiret din centrul Franței. În 1 ianuarie 2022 avea o populație de 6.621 de locuitori.